# Owen Beck
Owen LeFranc Beck (ur. 31 maja 1976 w Negril) – jamajski bokser wagi ciężkiej.

## Kariera amatorska
Bilans walk amatorskich Becka to 73 zwycięstwa i 5 porażek.

## Kariera zawodowa
Na zawodowym ringu zadebiutował w 1998. Wygrał pierwsze 24 pojedynki, mierzył się jednak ze słabymi pięściarzami. W 2005, po podpisaniu kontraktu z promotorem Donem Kingiem, stoczył walkę eliminacyjną organizacji WBC i IBF z Monte Barrettem, lecz przegrał ją przez techniczny nokaut w dziewiątej rundzie.
Beck przegrał także następną walkę, z Rayem Austinem. Stawką była możliwość zmierzenia się z Wołodymyrem Kłyczko o tytuł mistrza świata organizacji IBF.
W 2006, po pokonaniu Darnella Wilsona, dostał nieoczekiwanie szansę walki o pas mistrzowski organizacji WBA z Nikołajem Wałujewem. Jamajczyk nie miał nic do powiedzenia w tym pojedynku – już w drugiej rundzie był liczony, a w następnej, po kolejnym upadku sędzia przerwał walkę.
W następnym roku Beck wygrał przed czasem dwie walki ze słabszymi pięściarzami – Ricardo Arce i Marvinem Huntem. 13 czerwca 2009 roku pokonał niejednogłośnie na punkty Andrew Greeleya, który na 45 stoczonych walk wygrał zaledwie 14. Dwa miesiące później zwyciężył na punkty z kolejnym przeciętnym bokserem, Jermellem Barnesem. 
15 października 2011 w Katowickim Spodku stoczył walkę z Arturem Szpilką, którą przegrał przez techniczny nokaut po trzeciej rundzie.